# Kana (álbum)
Kana (2000) es el primer álbum lanzado por el grupo francés de reggae, Kana. Aquí destacan éxitos como "Visite Guidée", "Welcome" y "Spliff Ball Speed". Dos años después, en el año 2002, lanzan un segundo sencillo llamado "Plantation", que fue una versión remasterizada del tema que sale en el primer disco. Este sencillo les permite superar las 350.000 copias vendidas. No obstante, tuvieron algunos reclamos por parte de George "Rey" Mwanangele que afirmaba los derechos de esta canción, sin embargo, perdió el primer juicio y fue condenado a pagar 150.000 euros en daños y perjuicios.

## Lista de canciones
- 1. «Nucleaire» (04:08)
- 2. «La Nature» (05:28)
- 3. «Voila Ma Journee» (02:43)
- 4. «Visite Guidée» (04:02)
- 5. «Welcome» (03:58)
- 6. «Berger Kabyle» (04:28)
- 7. «Culture» (04:21)
- 8. «Le Vagabond» (03:43)
- 9. «Big Brother» (03:34)
- 10. «Le Magicien» (04:12)
- 11. «Spliff Ball» (05:25)
- 12. «Pachydermic» (03:04)
- 13. «Plantation» (Non Censuré) (03:05)

- Datos: Q5643821